# German Open 2003 (Badminton)
Die German Open 2003 im Badminton fanden in Duisburg vom 30. September bis zum 3. Oktober 2003 statt. Das Preisgeld betrug 50.000 USD.

## Austragungsort
- Rhein-Ruhr-Halle

## Sieger und Platzierte
| Disziplin    | Gold                       | Silber                | Bronze                                  |
| ------------ | -------------------------- | --------------------- | --------------------------------------- |
| Herreneinzel | Lee Hyun-il                | Lin Dan               | Niels Christian Kaldau                  |
| Herreneinzel | Lee Hyun-il                | Lin Dan               | Bao Chunlai                             |
| Dameneinzel  | Zhang Ning                 | Camilla Martin        | Pi Hongyan                              |
| Dameneinzel  | Zhang Ning                 | Camilla Martin        | Gong Ruina                              |
| Herrendoppel | Flandy Limpele Eng Hian    | Fu Haifeng Cai Yun    | Ha Tae-kwon Kim Dong-moon               |
| Herrendoppel | Flandy Limpele Eng Hian    | Fu Haifeng Cai Yun    | Mathias Boe Michael Lamp                |
| Damendoppel  | Ra Kyung-min Lee Kyung-won | Yang Wei Zhang Jiewen | Hwang Yu-mi Lee Hyo-jung                |
| Damendoppel  | Ra Kyung-min Lee Kyung-won | Yang Wei Zhang Jiewen | Zhang Dan Zhang Yawen                   |
| Mixed        | Kim Dong-moon Ra Kyung-min | Zhang Jun Gao Ling    | Jens Eriksen Mette Schjoldager          |
| Mixed        | Kim Dong-moon Ra Kyung-min | Zhang Jun Gao Ling    | Sudket Prapakamol Saralee Thungthongkam |

## Finalergebnisse
| Disziplin    | Sieger                     | Finalist              | Ergebnis           |
| ------------ | -------------------------- | --------------------- | ------------------ |
| Herreneinzel | Lee Hyun-il                | Lin Dan               | 15–4, 15–4         |
| Dameneinzel  | Zhang Ning                 | Camilla Martin        | 11–7, 11–3         |
| Herrendoppel | Flandy Limpele Eng Hian    | Fu Haifeng Cai Yun    | 9–15, 15–8, 15–4   |
| Damendoppel  | Ra Kyung-min Lee Kyung-won | Yang Wei Zhang Jiewen | 15–6, 15–17, 15–8  |
| Mixed        | Kim Dong-moon Ra Kyung-min | Zhang Jun Gao Ling    | 15–12, 11–15, 15–8 |

## Herreneinzel Qualifikation
- Toby Honey –  Mike Joppien: 13-15 / 15-1 / 15-5
- Matthias Kuchenbecker –  John Gordon: 15-5 / 15-9
- Marc Zwiebler –  Martin Hagberg: 10-15 / 15-8 / 15-7
- Guntur Hariono –  Sven Eric Kastens: 15-5 / 17-14
- Oliver Pongratz –  Rune Massing: 13-15 / 15-4 / 15-9
- Xie Yangchun –  Christos Poulios: 15-0 / 15-2
- Toby Honey –  Roman Zirnwald: 15-7 / 15-10
- Yong Yudianto –  Michael Fuchs: 15-6 / 15-11
- Arvind Bhat –  Matthias Kuchenbecker: 15-8 / 15-12
- Lukáš Klačanský –  Markus Ebert: 15-6 / 6-0
- Arnd Vetters –  Marc Zwiebler: 15-8 / 15-9
- Andrew South –  Thorsten Hukriede: 15-10 / 15-13
- Ian Maywald –  Dharma Gunawi: 5-15 / 15-12 / 15-5
- Maurice Niesner –  Christos Coucas: 15-2 / 15-3
- ? –  Guntur Hariono: 15-13 / 15-10
- Jesper Christensen –  Sebastian Schöttler: 15-9 / 17-15
- Jang Young-soo –  Oliver Pongratz: 13-15 / 15-12 / 15-5
- Stephan Löll –  Matthias Becker: 15-10 / 15-13
- Victoria Perez –  Nathan Rice: 15-12 / 15-9
- Andreas Wölk –  Steffen Hornig: 15-11 / 15-2
- Xie Yangchun –  Toby Honey: 15-3 / 15-2
- Arvind Bhat –  Yong Yudianto: 15-12 / 15-12
- Arnd Vetters –  Lukáš Klačanský: 15-8 / 15-3
- Ian Maywald –  Andrew South: 4-15 / 15-12 / 15-11
- Jang Young-soo –  Jesper Christensen: 13-15 / 15-10 / 15-2
- Andreas Wölk –  Matthias Bilo: 16-17 / 15-11 / 15-2

## Herreneinzel
- Jang Young-soo –  Magnus Repsgard: 15-3 / 15-2
- Yuichi Ikeda –  George Rimarcdi: 17-14 / 15-8
- Abhinn Shyam Gupta –  Roslin Hashim: 15-11 / 8-15 / 15-13
- Kasper Ødum –  Ian Maywald: 15-5 / 15-5
- Ronald Susilo –  Xie Yangchun: 15-6 / 15-9
- Aamir Ghaffar –  Stephan Löll: 15-5 / 15-9
- Yohan Hadikusumo Wiratama –  Lee Tsuen Seng: 15-6 / 15-13
- Bao Chunlai –  Jens Roch: 15-11 / 15-1
- Lee Hyun-il –  Dicky Palyama: 15-5 / 15-5
- Roman Spitko –  Eric Pang: 15-9 / 15-11
- Peter Gade –  Yousuke Nakanishi: 15-4 / 15-3
- Chen Yu  –  Kasper Fangel: 15-3 / 15-3
- Anders Boesen –  Conrad Hückstädt: 15-8 / 15-8
- Rasmus Wengberg –  Maurice Niesner: 15-4 / 15-3
- Ng Wei –  Keita Masuda: 15-7 / 15-7
- Anupap Thiraratsakul –  Chen Gang: 15-7 / 15-5
- Chetan Anand –  Arnd Vetters: 13-15 / 15-9 / 15-6
- Joachim Persson –  Kennevic Asuncion: 15-10 / 15-4
- Boonsak Ponsana –  Robert Kwee: 15-9 / 15-4
- Wong Choong Hann –  Björn Joppien: 15-12 / 15-1
- Arvind Bhat –  Przemysław Wacha: 04. Jun
- Lin Dan –  Andrej Pohar: 15-5 / 15-10
- Park Tae-sang –  Agus Hariyanto: 15-7 / 4-15 / 15-3
- Xia Xuanze –  Sergio Llopis: 17-14 / 15-4
- Joachim Fischer Nielsen –  Shinya Ohtsuka: 15-8 / 15-7
- Hidetaka Yamada –  Vladislav Druzchenko: 15-3 / 15-6
- Nikhil Kanetkar –  Gerben Bruijstens: 15-13 / 15-6
- Niels Christian Kaldau –  Stanislav Pukhov : 15-9 / 15-10
- Sairul Amar Ayob –  Andreas Wölk: 15-9 / 15-9
- Shon Seung-mo –  Per-Henrik Croona: 15-6 / 15-9
- Park Sung-hwan –  Bo Rafn: 15-2 / 15-5
- Pullela Gopichand –  Mark Burgess: w.o.
- Jang Young-soo –  Yuichi Ikeda: 15-3 / 15-7
- Abhinn Shyam Gupta –  Kasper Ødum: 15-6 / 15-6
- Ronald Susilo –  Aamir Ghaffar: 15-17 / 15-10 / 15-7
- Lee Hyun-il –  Roman Spitko: 15-0 / 15-2
- Peter Gade –  Chen Yu : 15-7 / 15-4
- Anders Boesen –  Rasmus Wengberg: 17-16 / 15-7
- Ng Wei –  Anupap Thiraratsakul: 15-11 / 15-4
- Joachim Persson –  Chetan Anand: 13-15 / 15-12 / 15-7
- Boonsak Ponsana –  Wong Choong Hann: 15-9 / 15-12
- Lin Dan –  Arvind Bhat: 15-11 / 15-7
- Park Tae-sang –  Xia Xuanze: 15-10 / 10-15 / 15-9
- Hidetaka Yamada –  Joachim Fischer Nielsen: 15-13 / 11-15 / 15-11
- Niels Christian Kaldau –  Nikhil Kanetkar: 15-4 / 15-4
- Shon Seung-mo –  Sairul Amar Ayob: 15-6 / 15-5
- Park Sung-hwan –  Pullela Gopichand: 15-2 / 15-5
- Bao Chunlai –  Yohan Hadikusumo Wiratama: w.o.
- Jang Young-soo –  Abhinn Shyam Gupta: 15-8 / 15-5
- Bao Chunlai –  Ronald Susilo: 8-15 / 15-12 / 17-16
- Lee Hyun-il –  Peter Gade: 15-10 / 5-15 / 15-0
- Ng Wei –  Anders Boesen: 15-4 / 15-11
- Boonsak Ponsana –  Joachim Persson: 15-3 / 3-0
- Lin Dan –  Park Tae-sang: 14-17 / 15-8 / 15-5
- Niels Christian Kaldau –  Hidetaka Yamada: 15-10 / 15-1
- Shon Seung-mo –  Park Sung-hwan: 15-8 / 15-8
- Bao Chunlai –  Jang Young-soo: 9-15 / 15-9 / 15-2
- Lee Hyun-il –  Ng Wei: 15-8 / 15-4
- Lin Dan –  Boonsak Ponsana: 15-7 / 15-10
- Niels Christian Kaldau –  Shon Seung-mo: 9-15 / 15-10 / 15-13
- Lee Hyun-il –  Bao Chunlai: 15-10 / 15-5
- Lin Dan –  Niels Christian Kaldau: 15-9 / 17-14
- Lee Hyun-il –  Lin Dan: 15-4 / 15-4

## Dameneinzel Qualifikation
- Seo Yoon-hee –  Brenda Beenhakker: 11-5 / 4-11 / 11-8
- Nadieżda Zięba –  Carola Bott: 11-7 / 11-5
- Eriko Hirose –  Anne Marie Pedersen: 11-9 / 5-11 / 11-4
- Kamila Augustyn –  Kathrin Hoffmann: 11-5 / 11-4
- Song Yoo Mi –  Kennie Asuncion: 11-1 / 11-1
- Li Li –  Claudia Vogelgsang: 11-3 / 11-5
- Huang Chia-chi –  Bing Huang: 11-2 / 11-4
- Reiko Shiota –  Ekaterina Ananina: 11-8 / 11-5
- Seo Yoon-hee –  Ella Diehl: 11-5 / 11-4
- Cheng Shao-chieh –  Kamila Augustyn: 11-9 / 11-7
- Song Yoo Mi –  Susan Egelstaff: 8-11 / 11-5 / 11-5
- Li Li –  Maiko Ichimiya: 11-9 / 6-11 / 13-10
- Huang Chia-chi –  Monja Bölter: 11-0 / 11-3
- Reiko Shiota –  Maja Tvrdy: 5-11 / 11-3 / 11-7
- Seo Yoon-hee –  Nadieżda Zięba: 11-3 / 11-7
- Cheng Shao-chieh –  Eriko Hirose: 3-11 / 11-7 / 11-6
- Song Yoo Mi –  Li Li: 11-7 / 3-11 / 11-7
- Huang Chia-chi –  Reiko Shiota: 11-3 / 11-2

## Dameneinzel
- Zhang Ning –  Miyo Akao: 11-8 / 11-1
- Tine Baun –  Song Yoo Mi: 11-2 / 13-12
- Julia Mann –  Karina de Wit: 13-10 / 7-11 / 11-3
- Petra Overzier –  Cheng Shao-chieh: 8-11 / 11-7 / 11-1
- Xie Xingfang –  Elena Sukhareva: 7-11 / 11-4 / 11-1
- Marina Andrievskaia –  Jill Pittard: 11-3 / 4-11 / 11-5
- Pi Hongyan –  Agnese Allegrini: 11-5 / 11-1
- Yao Jie –  Salakjit Ponsana: 11-3 / 11-2
- Juliane Schenk –  Dolores Marco: 11-3 / 11-7
- Camilla Martin –  Sara Persson: 11-8 / 11-0
- Jun Jae-youn –  Huang Chia-chi: 11-6 / 11-6
- Tracey Hallam –  Anu Nieminen: 11-6 / 11-7
- Kelly Morgan –  Kanako Yonekura: 7-11 / 13-11 / 11-8
- Aparna Popat –  Judith Meulendijks: 10-13 / 11-5 / 11-6
- Gong Ruina –  Nicole Grether: 11-2 / 11-0
- Seo Yoon-hee –  Zhou Mi: w.o.
- Zhang Ning –  Tine Baun: 13-11 / 11-0
- Petra Overzier –  Julia Mann: 11-8 / 11-0
- Xie Xingfang –  Marina Andrievskaia: 11-4 / 11-2
- Pi Hongyan –  Yao Jie: 11-4 / 11-4
- Camilla Martin –  Juliane Schenk: 11-2 / 11-3
- Seo Yoon-hee –  Jun Jae-youn: 11-6 / 11-9
- Kelly Morgan –  Tracey Hallam: 9-11 / 11-5 / 11-3
- Gong Ruina –  Aparna Popat: 11-7 / 11-4
- Zhang Ning –  Petra Overzier: 11-2 / 11-9
- Pi Hongyan –  Xie Xingfang: 6-11 / 13-10 / 13-12
- Camilla Martin –  Seo Yoon-hee: 11-2 / 11-5
- Gong Ruina –  Kelly Morgan: 11-9 / 11-5
- Zhang Ning –  Pi Hongyan: 11-3 / 11-7
- Camilla Martin –  Gong Ruina: 11-5 / 11-7
- Zhang Ning –  Camilla Martin: 11-7 / 11-3

## Herrendoppel Qualifikation
- Anggun Nugroho /  Nova Widianto –  John Gordon /  Daniel Shirley: 4-15 / 15-12 / 17-14
- Tijs Creemers /  Jürgen Wouters –  Arnd Vetters /  Franklin Wahab: 15-6 / 15-6
- Cheng Rui /  Wang Wei –  Matthias Becker /  Steffen Hornig: 15-7 / 15-4
- Sigit Budiarto /  Tri Kusharyanto –  Ian Maywald /  Marc Zwiebler: 15-10 / 15-17 / 15-3
- Joachim Fischer Nielsen /  Jesper Larsen –  Gerben Bruijstens /  Remco Muyris: 15-6 / 15-5
- /  Victoria Perez –  Mikhail Kelj /  Victor Maljutin: 15-6 / 17-16
- Anggun Nugroho /  Nova Widianto –  Stephen Foster /  Paul Trueman: 15-10 / 15-10
- Cheng Rui /  Wang Wei –  Tijs Creemers /  Jürgen Wouters: 15-6 / 15-8
- Sigit Budiarto /  Tri Kusharyanto –  Henrik Andersson /  Fredrik Bergström: 15-6 / 15-10

## Herrendoppel
- Jens Eriksen /  Martin Lundgaard Hansen –  Sang Yang /  Zheng Bo: 15-11 / 10-15 / 15-5
- Liu Kwok Wa /  Albertus Susanto Njoto –  Cheng Rui /  Wang Wei: 17-14 / 11-15 / 15-7
- Eng Hian /  Flandy Limpele –  Rasmus Andersen /  Peter Steffensen: 15-5 / 15-7
- Chen Qiqiu /  Zhang Jun –  Ingo Kindervater /  Björn Siegemund: 11-15 / 15-13 / 15-12
- Anthony Clark /  Nathan Robertson –  Patapol Ngernsrisuk /  Sudket Prapakamol: 15-10 / 11-15 / 15-6
- Keita Masuda /  Tadashi Ohtsuka –  Thomas Tesche /  Michael Fuchs: 15-13 / 15-17 / 15-6
- Choong Tan Fook /  Lee Wan Wah –  Imanuel Hirschfeld /  Jörgen Olsson: 15-4 / 15-7
- Lee Dong-soo /  Yoo Yong-sung –  David Lindley /  Kristian Roebuck: 15-3 / 15-8
- Joachim Fischer Nielsen /  Jesper Larsen –  Stanislav Pukhov  /  Nikolai Sujew: 15-11 / 15-13
- Mathias Boe /  Michael Lamp –  Jochen Cassel /  Joachim Tesche: 15-4 / 15-11
- Michał Łogosz /  Robert Mateusiak –  Shuichi Nakao /  Shuichi Sakamoto: 15-6 / 15-6
- Anggun Nugroho /  Nova Widianto –  Kim Yong-hyun /  Yim Bang-eun: 15-12 / 6-15 / 15-10
- Alvent Yulianto /  Luluk Hadiyanto –  Simon Archer /  Robert Blair: 15-13 / 10-15 / 15-13
- Cai Yun /  Fu Haifeng –  Sigit Budiarto /  Tri Kusharyanto: 15-10 / 17-15
- Ha Tae-kwon /  Kim Dong-moon –  Halim Haryanto /  Candra Wijaya: w.o.
- Jim Laugesen /  Carsten Mogensen –  Yohan Hadikusumo Wiratama /  Yau Tsz Yuk: w.o.
- Jens Eriksen /  Martin Lundgaard Hansen –  Liu Kwok Wa /  Albertus Susanto Njoto: 6-15 / 15-12 / 15-4
- Eng Hian /  Flandy Limpele –  Chen Qiqiu /  Zhang Jun: 15-12 / 15-6
- Anthony Clark /  Nathan Robertson –  Keita Masuda /  Tadashi Ohtsuka: 15-9 / 15-10
- Ha Tae-kwon /  Kim Dong-moon –  Choong Tan Fook /  Lee Wan Wah: 15-7 / 15-7
- Lee Dong-soo /  Yoo Yong-sung –  Jim Laugesen /  Carsten Mogensen: 15-5 / 15-6
- Mathias Boe /  Michael Lamp –  Joachim Fischer Nielsen /  Jesper Larsen: 15-4 / 6-15 / 15-6
- Michał Łogosz /  Robert Mateusiak –  Anggun Nugroho /  Nova Widianto: 14-17 / 15-7
- Cai Yun /  Fu Haifeng –  Alvent Yulianto /  Luluk Hadiyanto: 15-11 / 17-15
- Eng Hian /  Flandy Limpele –  Jens Eriksen /  Martin Lundgaard Hansen: 15-4 / 17-14
- Ha Tae-kwon /  Kim Dong-moon –  Anthony Clark /  Nathan Robertson: 15-6 / 15-4
- Mathias Boe /  Michael Lamp –  Lee Dong-soo /  Yoo Yong-sung: 15-10 / 15-13
- Cai Yun /  Fu Haifeng –  Michał Łogosz /  Robert Mateusiak: 15-12 / 15-1
- Eng Hian /  Flandy Limpele –  Ha Tae-kwon /  Kim Dong-moon: 15-8 / 15-10
- Cai Yun /  Fu Haifeng –  Mathias Boe /  Michael Lamp: 15-6 / 15-3
- Eng Hian /  Flandy Limpele –  Cai Yun /  Fu Haifeng: 9-15 / 15-8 / 15-4

## Damendoppel Qualifikation
- Brenda Beenhakker /  Judith Meulendijks –  Astrid Hoffmann /  Gitte Köhler: 15-2 / 15-3
- Seo Yoon-hee /  Song Yoo Mi –  Birgit Overzier /  Aileen Rößler: 15-13 / 15-2
- Claudia Vogelgsang /  Anja Weber –  Larisa Griga /  Sarah MacMaster: 15-13 / 15-10
- Petra Overzier /  Nicol Pitro –  Eva Krab /  Paulien van Dooremalen: 15-2 / 15-1
- Kennie Asuncion /  Salakjit Ponsana –  Lena Frier Kristiansen /  Kamilla Rytter Juhl: 5-15 / 15-6 / 15-5
- Valeria Sorokina /  Nina Vislova –  Carola Bott /  Kathrin Hoffmann: 17-15 / 15-1
- Ekaterina Ananina /  Irina Ruslyakova –  Seo Yoon-hee /  Song Yoo Mi: 4-15 / 15-8 / 15-3
- Petra Overzier /  Nicol Pitro –  Claudia Vogelgsang /  Anja Weber: 15-9 / 15-3
- Kennie Asuncion /  Salakjit Ponsana –  Valeria Sorokina /  Nina Vislova: 15-7 / 15-10

## Damendoppel
- Wei Yili /  Zhao Tingting –  Pernille Harder /  Mette Schjoldager: 15-6 / 15-14
- Chin Eei Hui /  Wong Pei Tty –  Petra Overzier /  Nicol Pitro: 15-12 / 15-5
- Zhang Dan /  Zhang Yawen –  Jo Novita /  Lita Nurlita: 15-10 / 5-15 / 15-11
- Vita Marissa /  Eny Widiowati –  Caren Hückstädt /  Sandra Marinello: 15-7 / 15-10
- Lee Kyung-won /  Ra Kyung-min –  Julie Houmann /  Helle Nielsen: 15-3 / 15-2
- Ekaterina Ananina /  Irina Ruslyakova –  Carina Mette /  Kathrin Piotrowski: 15-5 / 17-15
- Seiko Yamada /  Shizuka Yamamoto –  Ella Diehl /  Elena Sukhareva: 15-7 / 15-6
- Gail Emms /  Donna Kellogg –  Brenda Beenhakker /  Judith Meulendijks: 15-9 / 15-5
- Cheng Wen-hsing /  Chien Yu-chin –  Yoshiko Iwata /  Miyuki Tai: 15-11 / 15-9
- Sathinee Chankrachangwong /  Saralee Thungthongkam –  Chang Ya-lan /  Cheng Shao-chieh: 15-2 / 15-7
- Joo Hyun-hee /  Yim Kyung-jin –  Liza Parker /  Suzanne Rayappan: 15-10 / 1-15 / 15-4
- Hwang Yu-mi /  Lee Hyo-jung –  Ann-Lou Jørgensen /  Rikke Olsen: 15-8 / 17-15
- Kamila Augustyn /  Nadieżda Zięba –  Jane Crabtree /  Kate Wilson-Smith: 15-10 / 15-9
- Kumiko Ogura /  Reiko Shiota –  Ella Tripp /  Joanne Nicholas: 15-6 / 15-13
- Nicole Grether /  Juliane Schenk –  Kennie Asuncion /  Salakjit Ponsana: 15-9 / 15-12
- Yang Wei /  Zhang Jiewen –  Eny Erlangga /  Liliyana Natsir: 15-2 / 15-2
- Wei Yili /  Zhao Tingting –  Chin Eei Hui /  Wong Pei Tty: 15-8 / 15-1
- Zhang Dan /  Zhang Yawen –  Vita Marissa /  Eny Widiowati: 15-5 / 15-6
- Lee Kyung-won /  Ra Kyung-min –  Ekaterina Ananina /  Irina Ruslyakova: 15-2 / 15-5
- Seiko Yamada /  Shizuka Yamamoto –  Gail Emms /  Donna Kellogg: 15-5 / 15-6
- Sathinee Chankrachangwong /  Saralee Thungthongkam –  Cheng Wen-hsing /  Chien Yu-chin: 15-10 / 15-11
- Hwang Yu-mi /  Lee Hyo-jung –  Joo Hyun-hee /  Yim Kyung-jin: 15-9 / 15-11
- Kamila Augustyn /  Nadieżda Zięba –  Kumiko Ogura /  Reiko Shiota: 15-6 / 15-13
- Yang Wei /  Zhang Jiewen –  Nicole Grether /  Juliane Schenk: 15-2 / 15-11
- Zhang Dan /  Zhang Yawen –  Wei Yili /  Zhao Tingting: 12-15 / 15-13 / 15-11
- Lee Kyung-won /  Ra Kyung-min –  Seiko Yamada /  Shizuka Yamamoto: 15-7 / 15-3
- Hwang Yu-mi /  Lee Hyo-jung –  Sathinee Chankrachangwong /  Saralee Thungthongkam: 15-8 / 15-8
- Yang Wei /  Zhang Jiewen –  Kamila Augustyn /  Nadieżda Zięba: 15-4 / 15-7
- Lee Kyung-won /  Ra Kyung-min –  Zhang Dan /  Zhang Yawen: 15-5 / 15-10
- Yang Wei /  Zhang Jiewen –  Hwang Yu-mi /  Lee Hyo-jung: 15-8 / 15-6
- Lee Kyung-won /  Ra Kyung-min –  Yang Wei /  Zhang Jiewen: 15-6 / 15-17 / 15-8

## Mixed Qualifikation
- Kennevic Asuncion /  Kennie Asuncion –  Michael Fuchs /  Monja Bölter: 7-15 / 15-6 / 15-12
- Martin Lundgaard Hansen /  Julie Houmann –  Jürgen Wouters /  Eva Kroes: 15-2 / 15-3
- Kristian Roebuck /  Liza Parker –  Vladislav Druzchenko /  Elena Nozdran: 15-2 / 9-15 / 17-14
- Peter Steffensen /  Lena Frier Kristiansen –  Franklin Wahab /  Anja Weber: 15-7 / 15-12
- Nikolai Sujew /  Valeria Sorokina –  Patapol Ngernsrisuk /  Sathinee Chankrachangwong: 15-9 / 15-12
- Wang Wei /  Zhang Jiewen –  Jochen Cassel /  Sandra Marinello: 15-10 / 15-10
- Martin Lundgaard Hansen /  Julie Houmann –  Kennevic Asuncion /  Kennie Asuncion: 15-11 / 15-5
- Kristian Roebuck /  Liza Parker –  Ingo Kindervater /  Caren Hückstädt: 15-2 / 15-7
- Peter Steffensen /  Lena Frier Kristiansen –  Nikolai Sujew /  Valeria Sorokina: 15-8 / 15-8
- Wang Wei /  Zhang Jiewen –  Joachim Tesche /  Birgit Overzier: 15-9 / 15-3

## Mixed
- Zhang Jun /  Gao Ling –  Simon Archer /  Donna Kellogg: 13-15 / 15-4 / 15-4
- Sergio Llopis /  Dolores Marco –  Travis Denney /  Kate Wilson-Smith: 15-8 / 15-12
- Cheng Rui /  Zhang Yawen –  Kristian Roebuck /  Liza Parker: 15-8 / 15-13
- Nova Widianto /  Vita Marissa –  Robert Blair /  Natalie Munt: 15-10 / 15-8
- Kim Yong-hyun /  Lee Hyo-jung –  Anthony Clark /  Kirsteen McEwan: 15-9 / 15-11
- Tsai Chia-hsin /  Cheng Wen-hsing –  Roman Spitko /  Kathrin Piotrowski: 15-8 / 15-7
- Sudket Prapakamol /  Saralee Thungthongkam –  Michael Lamp /  Ann-Lou Jørgensen: 15-5 / 15-9
- Fredrik Bergström /  Johanna Persson –  Donal O’Halloran /  Bing Huang: 15-11 / 15-6
- Martin Lundgaard Hansen /  Julie Houmann –  Daniel Shirley /  Sara Runesten-Petersen: 15-12 / 15-7
- Jens Eriksen /  Mette Schjoldager –  Mathias Boe /  Helle Nielsen: 15-4 / 15-11
- Anggun Nugroho /  Eny Widiowati –  Thomas Tesche /  Carina Mette: 15-7 / 15-5
- Nathan Robertson /  Gail Emms –  Björn Siegemund /  Nicol Pitro: 15-12 / 15-5
- Yim Bang-eun /  Yim Kyung-jin –  Tadashi Ohtsuka /  Shizuka Yamamoto: 15-6 / 15-3
- Chen Qiqiu /  Zhao Tingting –  Jörgen Olsson /  Frida Andreasson: 15-2 / 15-2
- Wang Wei /  Zhang Jiewen –  Rasmus Andersen /  Kamilla Rytter Juhl: 17-16 / 15-10
- Kim Dong-moon /  Ra Kyung-min –  Peter Steffensen /  Lena Frier Kristiansen: 15-9 / 15-4
- Zhang Jun /  Gao Ling –  Sergio Llopis /  Dolores Marco: 15-7 / 15-5
- Cheng Rui /  Zhang Yawen –  Nova Widianto /  Vita Marissa: 15-5 / 15-7
- Kim Yong-hyun /  Lee Hyo-jung –  Tsai Chia-hsin /  Cheng Wen-hsing: 9-15 / 15-12 / 15-8
- Sudket Prapakamol /  Saralee Thungthongkam –  Fredrik Bergström /  Johanna Persson: 15-9 / 15-5
- Jens Eriksen /  Mette Schjoldager –  Martin Lundgaard Hansen /  Julie Houmann: 15-13 / 15-7
- Nathan Robertson /  Gail Emms –  Anggun Nugroho /  Eny Widiowati: 15-8 / 4-15 / 15-6
- Chen Qiqiu /  Zhao Tingting –  Yim Bang-eun /  Yim Kyung-jin: 17-16 / 15-9
- Kim Dong-moon /  Ra Kyung-min –  Wang Wei /  Zhang Jiewen: 15-12 / 15-9
- Zhang Jun /  Gao Ling –  Cheng Rui /  Zhang Yawen: 15-12 / 12-15 / 15-10
- Sudket Prapakamol /  Saralee Thungthongkam –  Kim Yong-hyun /  Lee Hyo-jung: 15-5 / 15-8
- Jens Eriksen /  Mette Schjoldager –  Nathan Robertson /  Gail Emms: 15-9 / 15-7
- Kim Dong-moon /  Ra Kyung-min –  Chen Qiqiu /  Zhao Tingting: 15-1 / 15-0
- Zhang Jun /  Gao Ling –  Sudket Prapakamol /  Saralee Thungthongkam: 15-3 / 15-6
- Kim Dong-moon /  Ra Kyung-min –  Jens Eriksen /  Mette Schjoldager: 15-10 / 15-2
- Kim Dong-moon /  Ra Kyung-min –  Zhang Jun /  Gao Ling: 15-12 / 11-15 / 15-8